# Палмер, Лилли
Лилли Палмер (англ. Lilli Palmer, 24 мая 1914 — 27 января 1986) — немецкая актриса, номинантка на премию «Золотой глобус».

## Биография

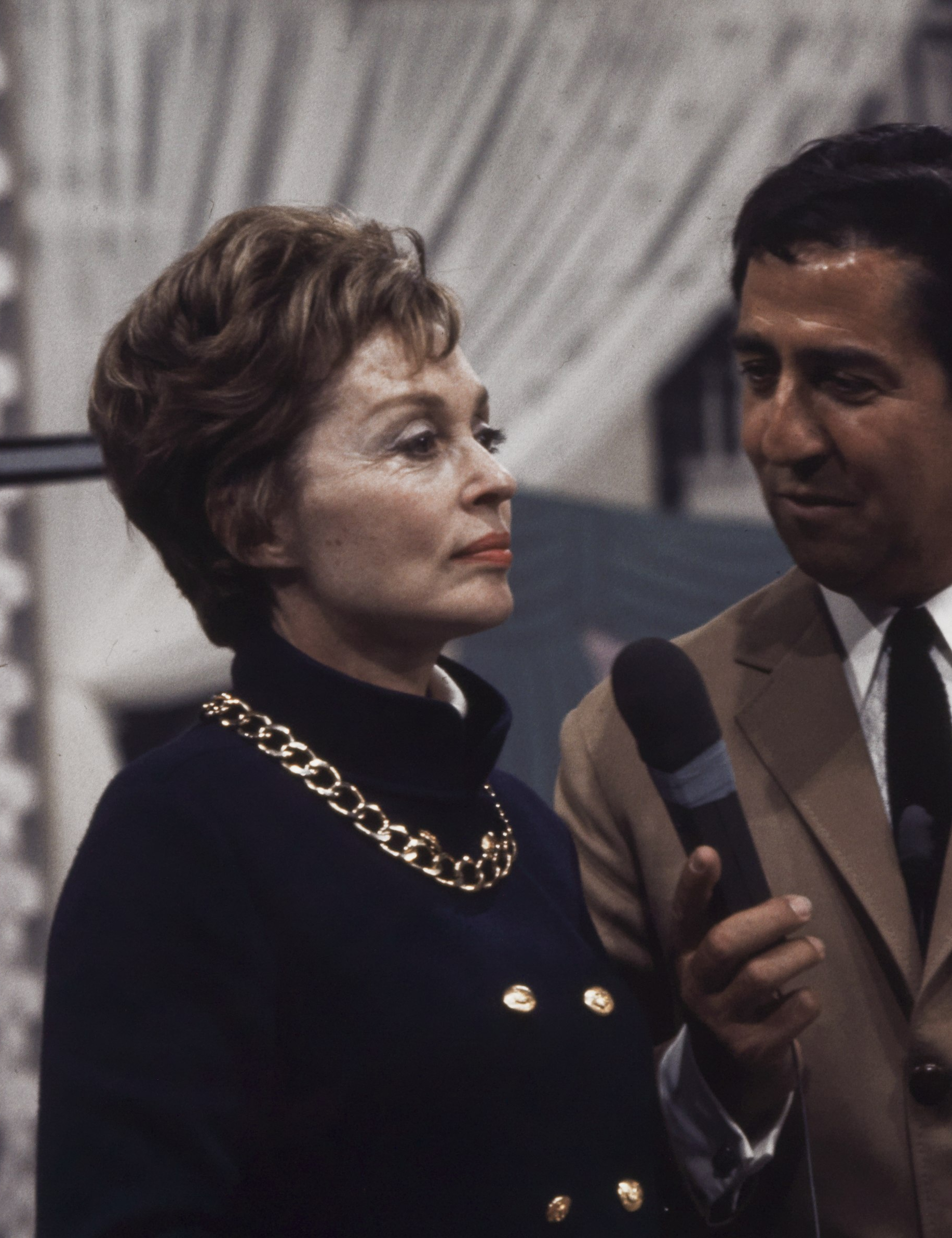
1969 год

Лилли Мари Пайзер родилась 24 мая 1914 года в прусском городе Познани в семье доктора Альфреда Пайзера и Розы Лисман, австрийской театральной актрисы. Когда Лилли было четыре года, её семья переехала в Берлин, где обосновалась в районе Шарлоттенбург. Там же Лилли увлеклась театром и стала изучать драму, а в 1933 году, с приходом к власти нацистов, её семья бежала в Париж.
Карьера Лилли началась в кабаре, где её заметил один из британских агентов и предложил контракт на студии «Gaumont-British». Её кинодебют состоялся в 1935 году и в последующем десятилетии она активно продолжала сниматься в британских фильмах.
В 1943 году Лилли вышла замуж за актёра Рекса Харрисона и в 1945 году вместе с ним переехала в Голливуд. Там она подписала контракт с «Warner Bros.» и вскоре появилась в нескольких их фильмах, включая «Плащ и кинжал» (1946) и «Тело и душа» (1947). Она также периодически появлялась на театральной сцене, а в 1951 году была ведущей собственного телевизионного шоу. В начале 1950-х годов Палмер и Харрисон появились вместе в бродвейской пьесе «Звонок, книга и свеча», а позже вместе исполнили главные роли в фильме «Кровать» (1952). Рекс неоднократно изменял Лилли и в итоге в 1956 году они развелись. От этого брака у Лилли остался сын Рекс Кэри Альфред Харрисон, родившийся в 1944 году.
В 1954 году Палмер вернулась в Германию, где она стала сниматься в кино и на телевидении. Но она по прежнему продолжала свою карьеру и в США. В последующие годы она появилась в таких американских фильмах как «В его приятной компании» (1961) и «Чудесное спасение белых скакунов» (1963). В 1986 году Лилли была номинирована на премию «Золотой глобус» за роль в сериале «Пётр Великий», которая стала последней в её карьере.
В 1958 году Лилли вышла замуж за аргентинского актёра Карлоса Томпсона, с которым оставалась вместе до своей смерти. Лилли Палмер не стало 27 января 1986 года — она скончалась от рака в возрасте 71 года в Лос-Анджелесе. За свой вклад в киноиндустрию она удостоена звезды на Голливудской аллее славы на Голливудском бульваре 7013.

## Избранная фильмография
| Год  |   | Русское название                 | Оригинальное название               | Роль                  |
| ---- | - | -------------------------------- | ----------------------------------- | --------------------- |
| 1936 | ф | Секретный агент                  | Secret Agent                        | Лили                  |
| 1940 | ф | Дверь с семью ключами            | The Door with Seven Locks           | Джан Лэнсдаун         |
| 1943 | ф | Слабый пол                       | The Gentle Sex                      | Эрна Дебруски         |
| 1946 | ф | Плащ и кинжал                    | Cloak and Dagger                    | Джина                 |
| 1946 | ф | Остерегайтесь жалости            | Beware of Pity                      | Эдит Кекешфальва      |
| 1947 | ф | Тело и душа                      | Body and Soul                       | Пег Борн              |
| 1952 | ф | Кровать                          | The Four Poster                     | Эбби Эдвардс          |
| 1954 | ф | Фейерверк                        | Feuerwerk                           | Идуна                 |
| 1956 | ф | Анастасия: Последняя дочь царя   | Anastasia — Die letzte Zarentochter | Анна Андерсон         |
| 1958 | ф | Монпарнас, 19                    | Les Amants de Montparnasse          | Беатрис Гастингс      |
| 1958 | ф | Девушки в униформе               | Mädchen in Uniform                  | Элизабет фон Бернбург |
| 1958 | ф | Жизнь вдвоём                     | La Vie à deux                       | Одетт де Старенберг   |
| 1961 | ф | В его приятной компании          | The Pleasure of His Company         | Кейт                  |
| 1963 | ф | Чудесное спасение белых скакунов | Miracle of the White Stallions      | Ведена                |
| 1965 | ф | Операция «Арбалет»               | Operation Crossbow                  | Фрида                 |
| 1965 | ф | Гром небесный                    | Le Tonnerre de Dieu                 | Мэри Брассак          |
| 1966 | ф | Две девушки с красными звёздами  | Zwei Girls vom Roten Stern          | Ольга Николаевна      |
| 1966 | ф | Поездка отца                     | Le Voyage du père                   | Изабелла              |
| 1967 | ф | Пария                            | Paarungen                           | Элис                  |
| 1969 | ф | Дом, который кричит              | La residencia                       | Сеньора Фурно         |
| 1971 | ф | Убийство на улице Морг           | Murders in the Rue Morgue           | Миссис Шэррон         |
| 1972 | ф | Другая сторона ветра             | The Other Side of the Wind          | Зара Валеска          |
| 1974 | ф | Лотта в Веймаре                  | Lotte in Weimar                     | Лотта                 |
| 1978 | ф | Мальчики из Бразилии             | The Boys from Brazil                | Эстер Либерман        |
| 1985 | ф | Завещание Холкрофта              | The Holcroft Covenant               | Алтен Холкрофт        |
| 1986 | с | Пётр Великий                     | Peter the Great                     | Наталья Кирилловна    |